# Mniobia symbiotica
Mniobia symbiotica är en hjuldjursart som först beskrevs av Carl Zelinka 1886.  Mniobia symbiotica ingår i släktet Mniobia och familjen Philodinidae. Arten är reproducerande i Sverige. Inga underarter finns listade i Catalogue of Life.